# Heidemolen (Lanaken)

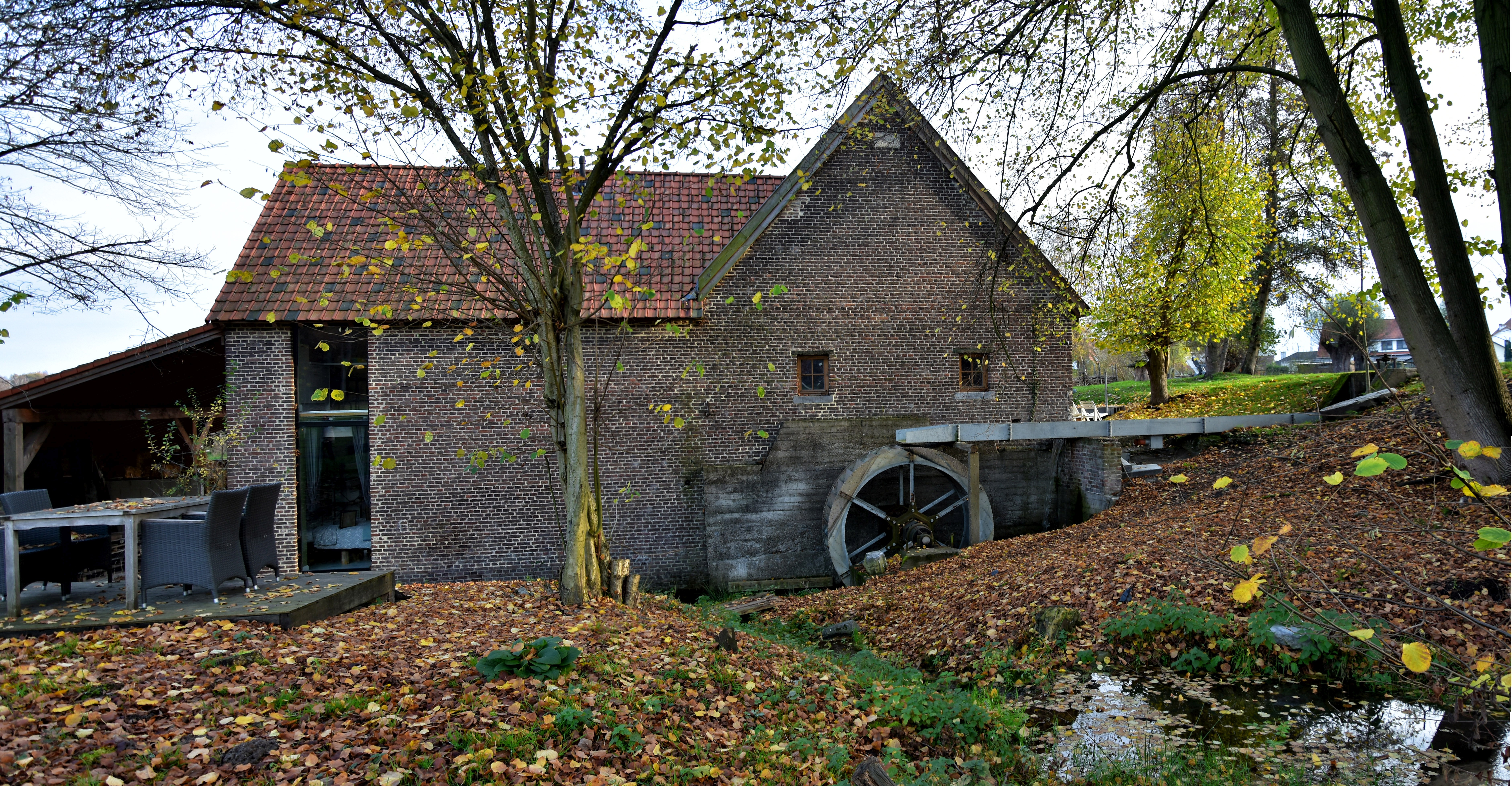
De Heidemolen in 2020

De Heidemolen is een watermolen op de Asbeek te Lanaken, gelegen aan Heidemolenstraat 15. Het is een bovenslagmolen die fungeerde als korenmolen.
De molen bevindt zich op een gedeelte van de Asbeek dat vroeger nog bekendstond als Molenbeek maar sinds de (voormalige) omlegging van de Asbeek tot die laatste gerekend ging worden. Het water uit de oorspronkelijke bronnen van de Molenbeek verzamelt zich in de gaarvijver "Heidewijer" en mondt vervolgens uit in de Asbeek die zich stroomafwaarts splitst in een noordelijke en een zuidelijke tak. De noordelijke tak draagt vanaf die splitsing wel nog de naam Molenbeek. Anno 2016 worden de bestaande waterlopen als hoofdloop van de Asbeek aangeduid in de Vlaams Hydrografische Atlas, terwijl de drooggevallen aftakking ingetekend staat als "afloop Molenbeek".

## Geschiedenis
De molen werd voor het eerst vermeld in 1598, en is mogelijk dus ouder. De steen met het jaartal 1645 verwijst naar een latere verbouwing. Het was de tweede banmolen van de heerlijkheid Pietersheim. De andere was de Dorpermolen.
De molen werd herhaaldelijk vernield, namelijk bij een brand omstreeks 1890, en bij een instorting door onderspoeling, in 1910. Ze werd steeds weer herbouwd.
Lange tijd was de molen eigendom van de adellijke familie Merode, doch in 1951 werd de molen aan een particuliere molenaar verkocht. In 1967 was er een dijkbreuk en deze betekende het einde van het watermolenbedrijf. Men ging geheel over op een elektromotor. In 1971 werd de molen stilgelegd.

## De molen
De molen bevindt zich in een L-vormig bouwwerk, dat al in 1846 als zodanig werd afgebeeld. Het omvat, naast het molenhuis, ook een stal, dwarsschuur en woonhuis. De stal en de dwarsschuur zijn een in de tweede helft van de 19e eeuw uitgevoerde verstening van een eerdere vakwerkconstructie.
Het molenrad is uitgevoerd in metaal en nog gedeeltelijk aanwezig. De aanvoergoot, oorspronkelijk in natuursteen, werd later vervangen door een metalen exemplaar. Het molenwerk is een hamermolen uit 1951 en is nog aanwezig. Ook de wijers, sluizen en dergelijke zijn nog intact.
In 2005 werd de molen beschermd als monument en, tezamen met zijn directe omgeving, als beschermd dorpsgezicht. Er worden restauratiewerkzaamheden uitgevoerd, zowel aan de molen als aan de wijer. De molen was in 2019 weer maalvaardig. Rond die tijd was ook openstelling voor het publiek voorzien.
- Inventaris van het Bouwkundig Erfgoed (Vlaanderen): 871